# Hackensee
Der Hackensee ist ein kleiner Moorsee bei Kleinhartpenning im Gemeindegebiet von Holzkirchen. 
Hauptzulauf ist der Kirchseebach aus dem Kirchsee, sein Ablauf der Hackenseebach, der aber bereits nach wenigen Kilometern im Teufelsgraben versickert. Der Hackensee liegt 683 m ü. NN  und ist maximal 3,5 m tief. Er misst an der breitesten Stelle 180 m und ist 600 m lang. 
Wegen seiner vielen Wasserpflanzen und des sehr moorigen Wassers hält sich die Beliebtheit des Hackensees als Badegewässer sehr in Grenzen. Aufgrund seiner landschaftlichen Reize hat er aber als Naherholungsgebiet vor allem bei Spaziergängern und Wanderern einen guten Ruf. Die Wege, die zum Hackensee führen, sind für den Autoverkehr gesperrt. 
Der Hackensee war Drehort für einzelne Szenen des Films Wer früher stirbt ist länger tot.
Einst soll ein Wassergeist (der „Hackenmann“) im See seine Opfer mit einem Haken ins Wasser gezogen und ertränkt haben.

## Bilder

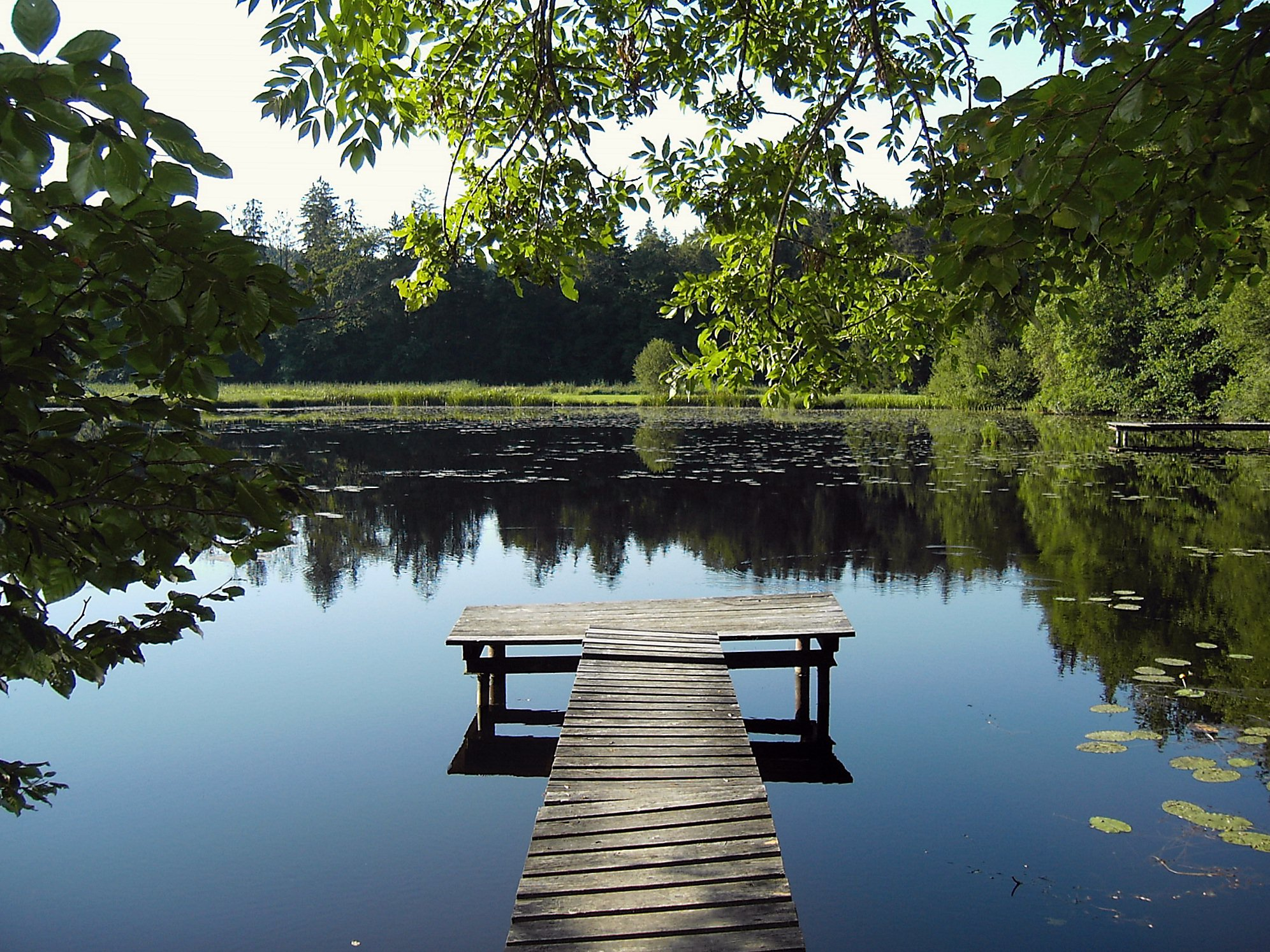
Die Westseite des Hackensees
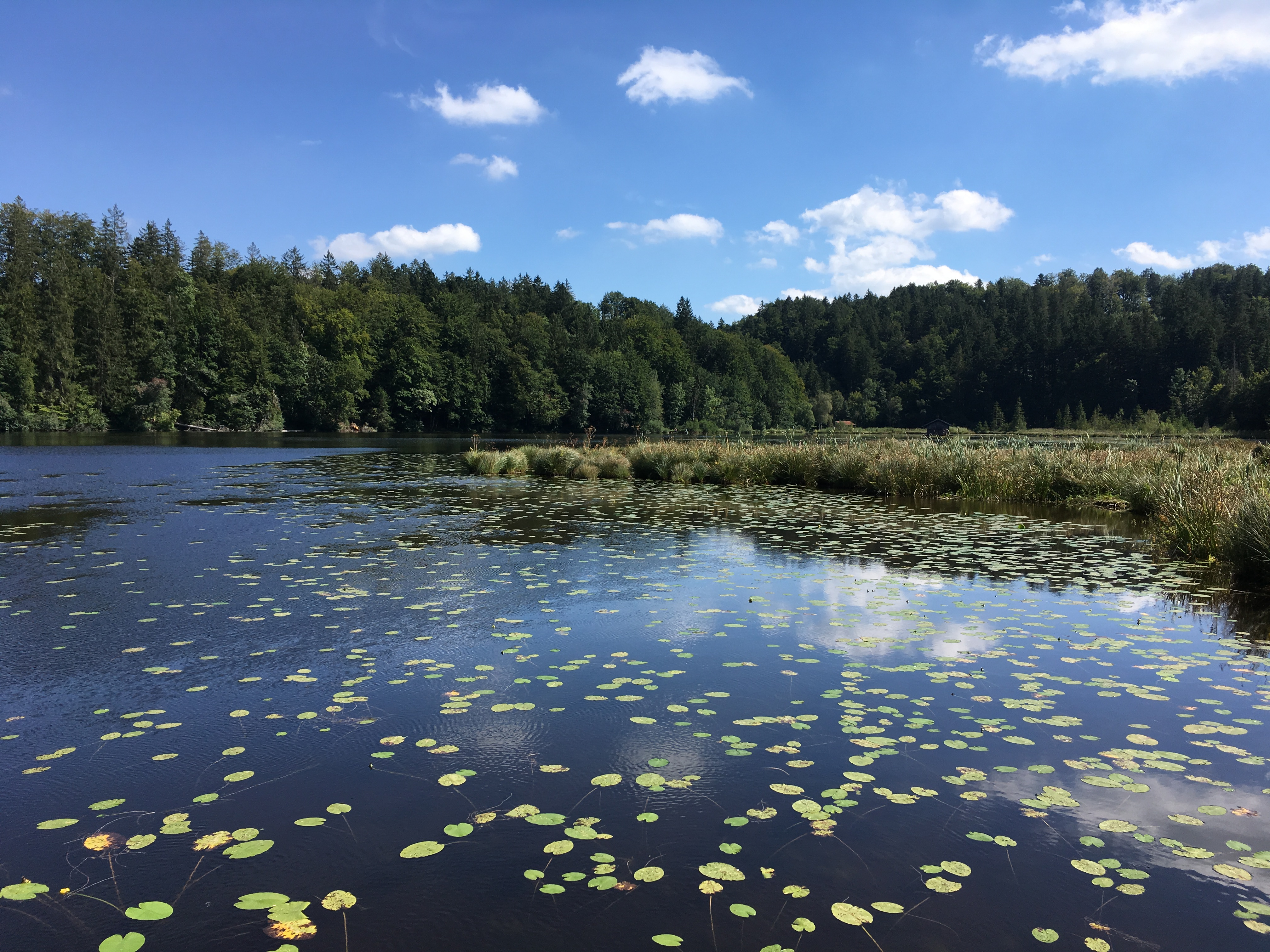
Der Hackensee vom südlichen Ende aus gesehen
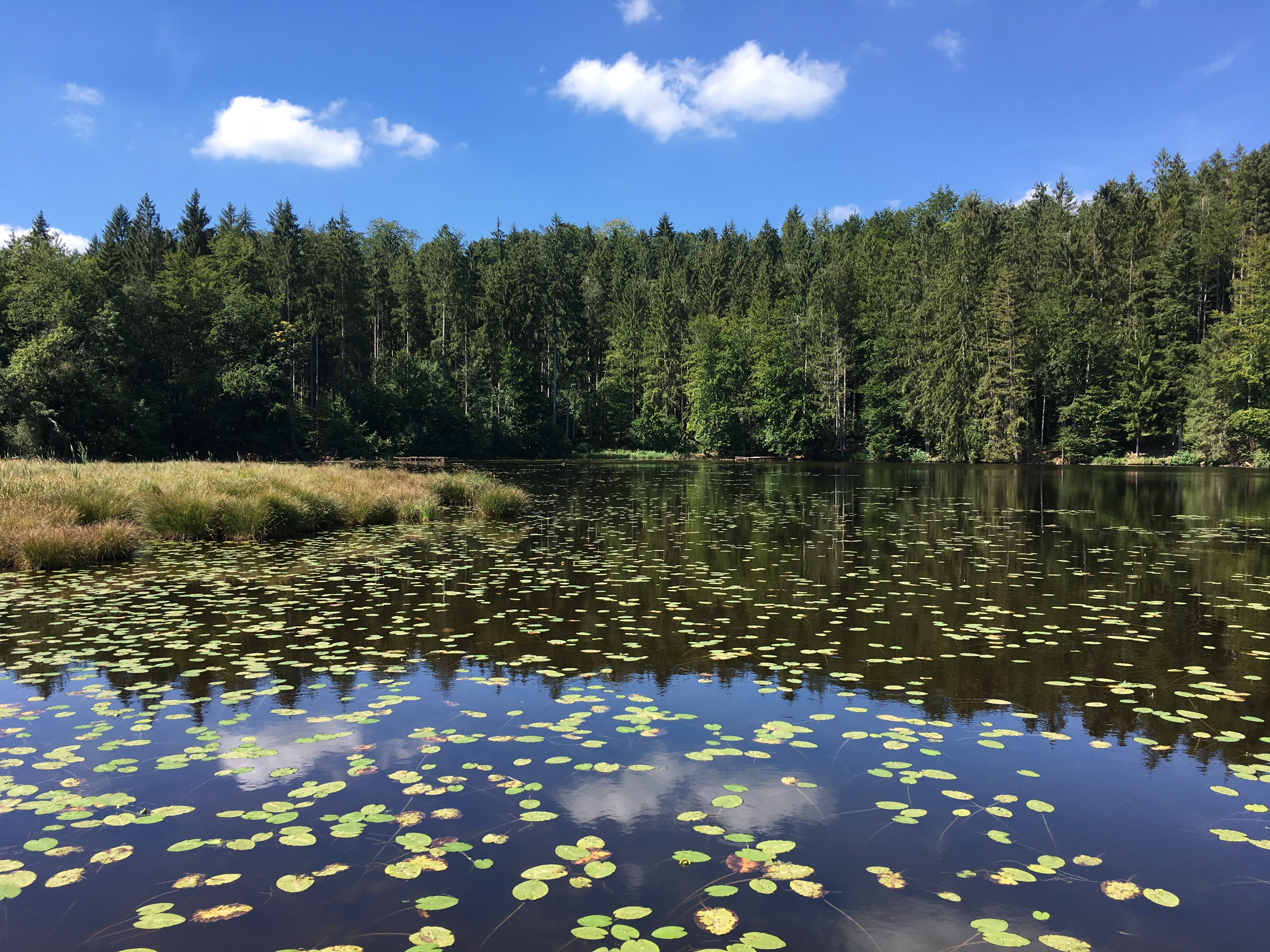
Am Südufer des Hackensees
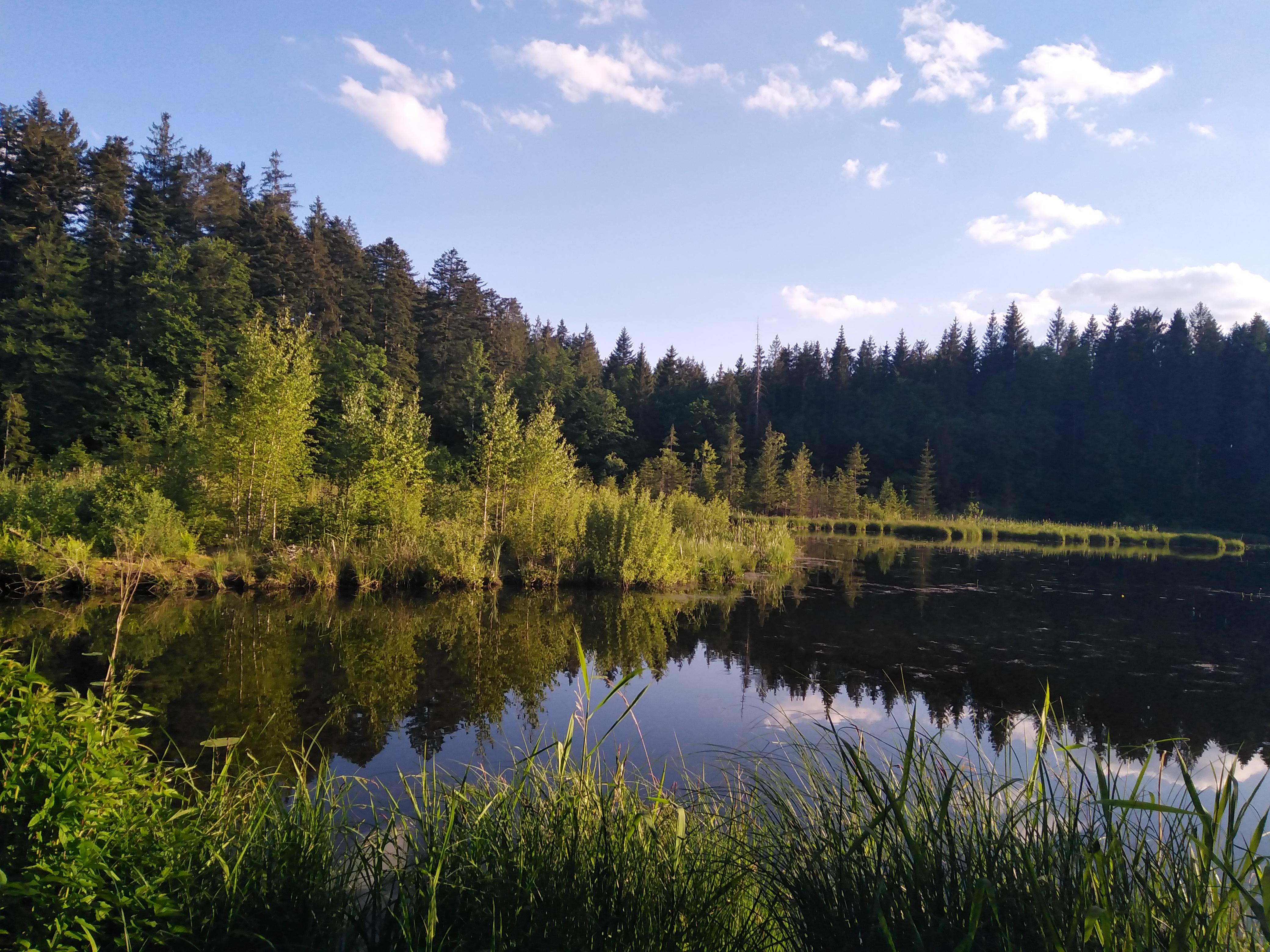
Wald am Hackensee